# Arjun
Arjun é um carro de combate indiano. Seu projeto tem origem nos anos 70, quando a Índia tomou a decisão de construir o seu próprio carro de combate. O primeiro protótipo do veículo viu a luz do dia em 1984, mas o seu desenvolvimento tem sido extremamente lento.

## Descrição
O Arjun parece aproveitar a capacidade criada na Índia para produzir tanques da família T-72, (T-72 M1).
O Arjun lembra um chassis reforçado e aumentado do T-72 ao qual foi aplicada uma nova torre inspirada naquela do tanque alemão Leopard-2 (versão A4).
Ao contrário do T-72, que tem apenas seis rodas, o Arjun conta com sete. Além de mais comprido ele é mais largo, o que permite lagartas ligeiramente maiores, mantendo uma relação de peso sobre o solo pouco superior. O armamento do Arjun por seu lado parece ser derivado de um canhão britânico.
O arjun e a tentativa indiana de produzir seus próprios carros de combate e deixar a dependência externa para suprir a sua frota de tanques de guerra e manter uma superioridade bélica sobre seu vizinho e inimigo de longa data o Paquistão.
A atual versão do Arjun, tem alegadamente sofrido problemas resultado de restrições financeiras.

Alegadamente um dos principais problemas enfrentados pela industria indiana, é que mesmo com parte dos seus componentes nacionalizados o Arjun é considerado extremamente caro. Calcula-se que o Arjun deva custar aproximadamente 4 milhoes de Euros. O aumento de preço do motor alemão MTU, terá alegadamente levado a indústria indiana a estudar a possibilidade de produzir um motor localmente.
Com telemetro laser, computador balístico integrado a um sistema de visão noturna, este é o mais sofisticado tanque da Índia.
O canhão de 120mm é inspirado no seu equivalente alemão britânico, que equipa os tanques Challenger, mas é fabricado localmente.
O Arjun tem um custo de aquisição 40% superior ao custo do tanque T-90 de origem russa. Esse custo, aliado ao fato de as autoridades militares indianas considerarem que se trata de um projeto ultrapassado, determinou na prática o futuro do projeto.

## Utilizadores
- Índia
- Designação Local: Arjun Mk.1

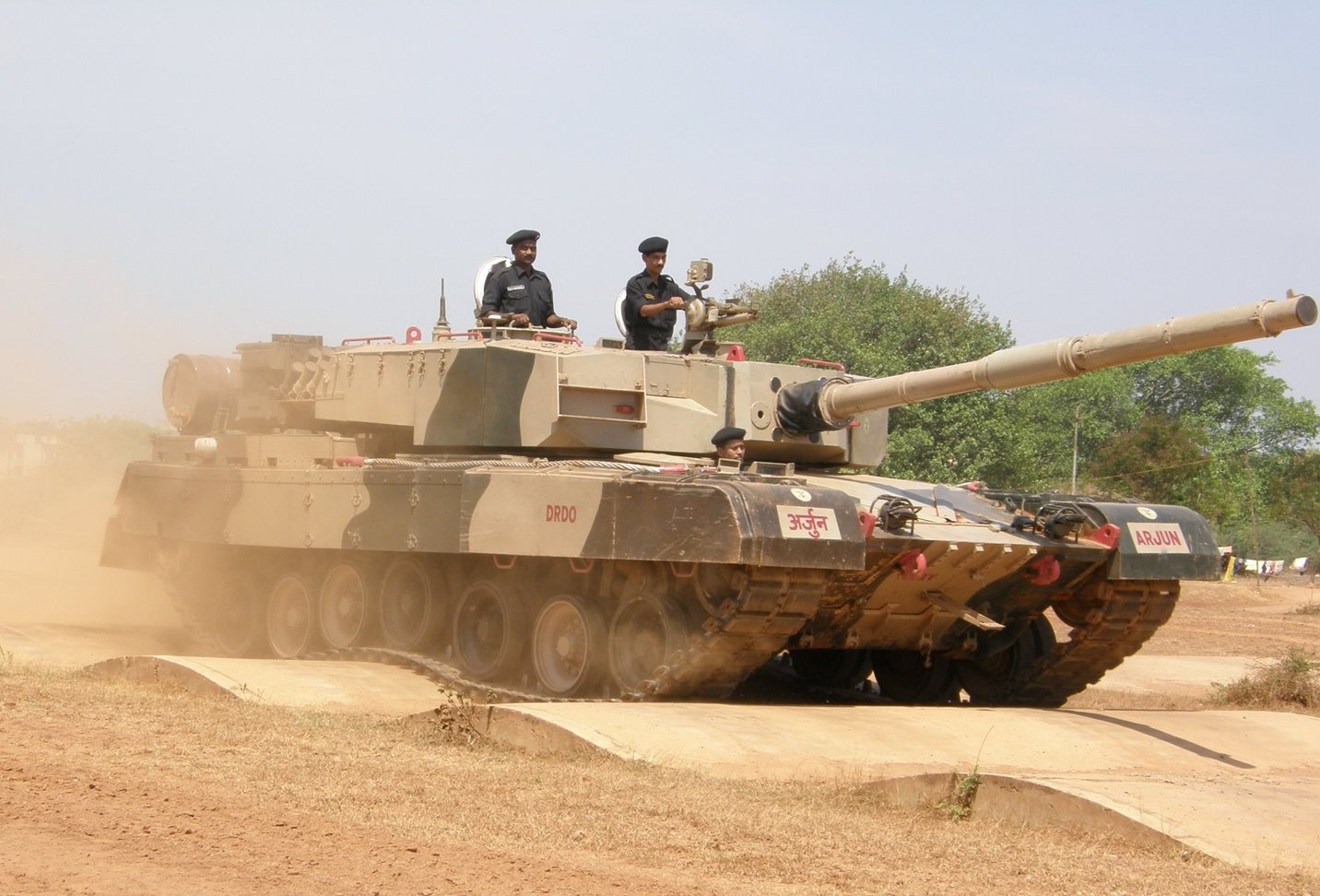
Um Arjun em testes na Índia

- Quantidade máxima: 125 - Quantidade em serviço: 40
- Situação operacional: em serviço

O exército da Índia parece ter planos para tornar operacionais pelo menos dois regimentos equipados com este tanque. Eles deverão ser regimentos de elite e a sofisticação tecnológica introduzida no Arjun (que deverá ser o mais sofisticado tanque da India) são uma indicação disso.
No entanto, noticias recentes referem que o exército indiano que nos anos 70 parecia especialmente interessado no desenvolvimento do veículo, parece ter perdido o interesse pelo seu desenvolvimento, havendo presentemente muitos defensores da utilização de modelos derivados do T-72.
A decisão sobre a adoção ou não do Arjun no futuro parece contar com a oposição de muitos oficiais do exército indiano, que aparentemente preferem o tanque T-90S. Mais recentemente, foi anunciado que a Índia pretende desenvolver um novo sistema, de uma geração futura, deixando assim de lado a aquisição do Arjun como a eventual aquisição de ainda maiores quantidades de tanques T-90S.